# Pere Mayol i Borrell
Pere Mayol i Borrell (Llagostera, 1 d'octubre de 1906 - 20 d'agost de 1986) fou un pintor de Llagostera.
Tingué uns orígens prometedors als anys 30 després d'haver passat per la galeria Parés de Barcelona, impulsat pel pintor mossèn Josep Gelabert i Rincón. Tingué un paper destacat en la dinamització artística de Llagostera quan dirigí l'Escola de Belles Arts de Llagostera. La seva millor pintura és la de a dècada del 1960.
El diari L'Autonomista li dedicà un article elogiós el 1933, i explicava com pintava. "Habitualment pinta de sol a sol i sempre de cara a la natura; el trobareu a trenc d'alba, amb els estris de pintar i el cistell de la minestra, fent una o dues hores de camí, fins al cor del bosc, en la recerca del paratge més ombrívol i més luxuriant; una vegada instal·lat, pinta tot el sant dia, en dues o més teles, segons els temes i les llums; les hores se li escolen plàcidament entre el remoreig de les vagues, el joguineig de la llum i dels colors i les sentors de les ginesteres, i quan el sol es pon i s'amaa darrere de les muntanyes, un xic considavalla silenciós pel camí fressat, entre les penombres del capvespre.